# Monastero di San Baldassarre
Il monastero di San Baldassarre è stato un edificio di culto situato a Coverciano, quartiere di Firenze, soppresso nell'Ottocento.

## Storia
Il monastero fu fondato nel 1341 da Turino Baldesi, per adempiere alle ultime volontà di suo fratello Giannetto donandolo alle monache agostiniane, insieme a quattro poderi e una consistente somma di denaro. Il benefattore inoltre si prodigò nella costruzione di una piccola chiesa, usata anche per seppellirci le monache.
Il 13 settembre 1810 il monastero fu soppresso per volere di Napoleone Bonaparte, i beni che possedeva il monastero furono venduti e l'archivio ecclesiastico confluì nell'Archivio di Stato di Firenze. Successivamente gli edifici furono acquistati dai Rosselli Del Turco, i quali li trasformarono in villa e in quartieri di abitazione.
La chiesa, nel frattempo, si arricchì di oggetti artistici di notevole pregio; essa mantenne la sua funzione di cimitero anche sotto i Rosselli Del Turco. Nel 1894 fu chiusa al culto e, dopo alcuni anni, esaminate e trasferite altrove le salme dei defunti, fu quasi completamente demolita. Oggi le tracce dell'antico complesso trecentesco, voluto dal Baldesi, sono scomparse; tuttavia si sono conservate le arcate del chiostro e lo stemma dei suoi fondatori al portone d'ingresso.

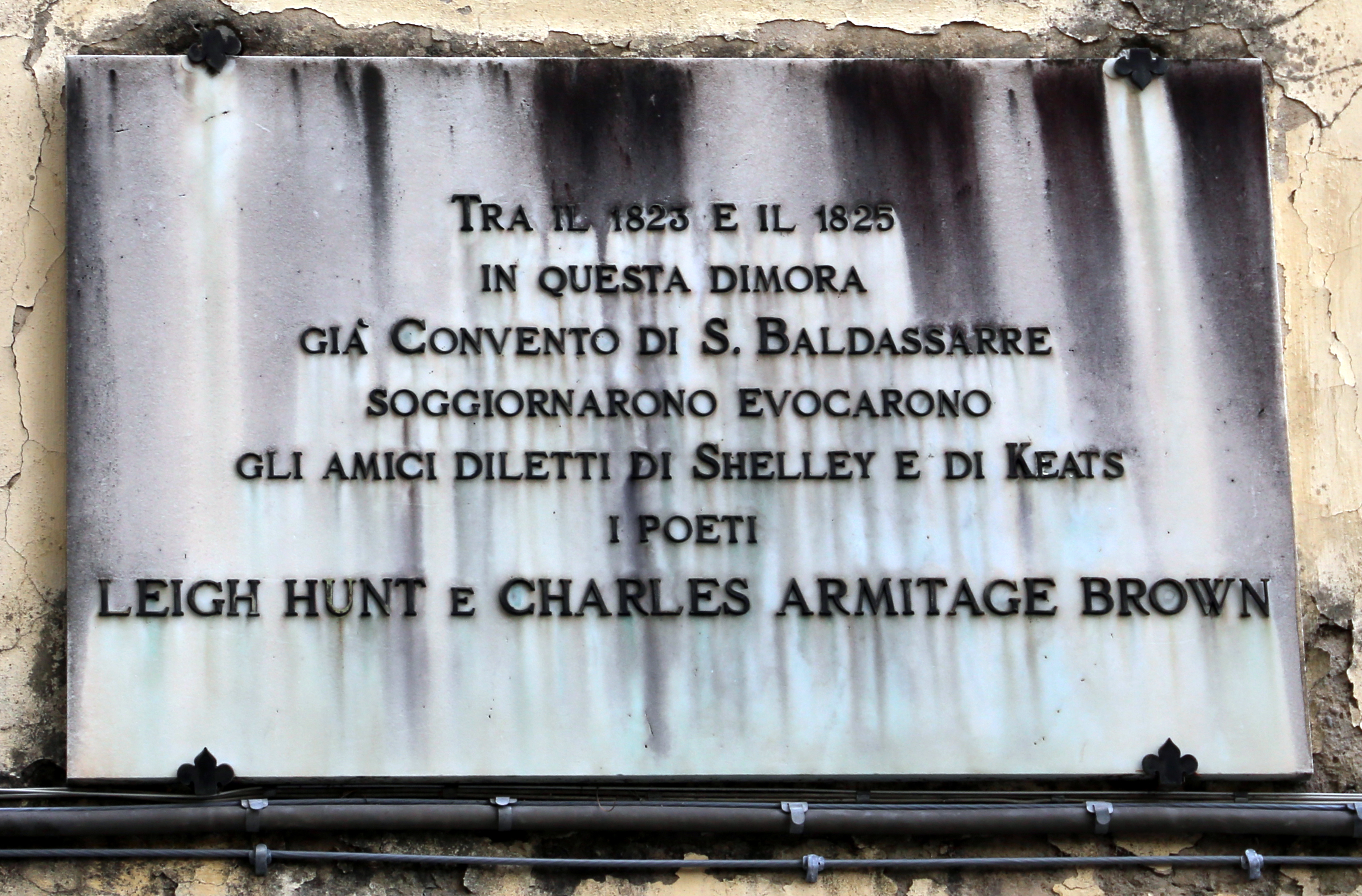

In questa villa soggiornarono i poeti inglesi Leigh Hunt e Charles Armitage Brown, carissimi amici di Shelley e di Keats, dal 1823 al 1825.